# Агапов, Илья Николаевич
Илья Николаевич Агапов (род. 21 января 2001, Казань) — российский футболист, защитник ЦСКА.

## Клубная карьера
Родился в Казани. Начинал заниматься футболом в школе «Мотор» в Авиастроительном районе (тренер — Благов Дмитрий Владимирович), затем перешёл в академию ФК «Рубин». В 16 лет впервые был вызван на сбор главной команды «Рубина». Тренировался с основой, спускался в молодёжную команду, но в молодёжном первенстве играл мало.
В 2020 году был отдан в аренду в нижнекамский «Нефтехимик». Затем стал игроком московского «Спартака-2».
После расформирования «Спартака-2» перешёл в «Пари Нижний Новгород», заключив контракт с клубом сроком на один год с опцией продления. Дебютировал в премьер-лиге 7 августа 2022 года в гостевом матче 4-го тура чемпионата против «Сочи» (1:2).
6 января 2023 года перешёл в московский ЦСКА. 2 апреля 2023 года в матче чемпионата России против «Факела» дебютировал за новый клуб, выйдя в стартовом составе. 12 марта 2024 года в кубковом матче против «Ростова» (2:0) забил дебютный гол за ЦСКА. Был признан лучшим игроком матча. 13 апреля 2024 года в матче чемпионата России забил мяч, сравняв счёт в концовке матча против московского «Локомотива» (3:3). Этот гол стал дебютным для Агапова в Российской премьер-лиге.
17 января 2025 года на правах арендного соглашения Агапов перешёл в «Пари Нижний Новгород» до конца сезона 2024/25. 12 апреля 2025 года он сыграл свой первый матч за «Пари НН» после возвращения, выйдя в стартовом составе в игре чемпионата России против московского «Динамо» (1:1).

## Карьера в сборной
Играл в юношеских и молодёжной сборных России. 3 ноября 2022 года попал в расширенный список национальной команды на матчи с Узбекистаном и Таджикистаном, а 7 ноября — в окончательный.

## Клубная статистика
| Выступление      | Выступление      | Выступление      | Чемпионат | Чемпионат | Кубки | Кубки | Итого | Итого |
| Клуб             | Лига             | Сезон            | Игры      | Голы      | Игры  | Голы  | Игры  | Голы  |
| ---------------- | ---------------- | ---------------- | --------- | --------- | ----- | ----- | ----- | ----- |
| Нефтехимик       | ФНЛ              | 2019/20          | 2         | 0         | —     | —     | 2     | 0     |
| Нефтехимик       | ФНЛ              | 2020/21          | 21        | 1         | 1     | 0     | 22    | 1     |
| Нефтехимик       | Итого            | Итого            | 23        | 1         | 1     | 0     | 24    | 1     |
| Спартак-2        | ФНЛ              | 2021/22          | 16        | 1         | —     | —     | 16    | 1     |
| Спартак-2        | Итого            | Итого            | 16        | 1         | —     | —     | 16    | 1     |
| Пари НН          | РПЛ              | 2022/23          | 13        | 0         | 3     | 0     | 16    | 0     |
| Пари НН          | Итого            | Итого            | 13        | 0         | 3     | 0     | 16    | 0     |
| ЦСКА (Москва)    | РПЛ              | 2022/23          | 2         | 0         | 1     | 0     | 3     | 0     |
| ЦСКА (Москва)    | РПЛ              | 2023/24          | 16        | 1         | 9     | 1     | 25    | 2     |
| ЦСКА (Москва)    | РПЛ              | 2024/25          | 0         | 0         | 5     | 0     | 5     | 0     |
| ЦСКА (Москва)    | Итого            | Итого            | 18        | 1         | 15    | 1     | 33    | 2     |
| → Пари НН        | РПЛ              | 2024/25          | 2         | 0         | —     | —     | 2     | 0     |
| → Пари НН        | Итого            | Итого            | 2         | 0         | —     | —     | 2     | 0     |
| Всего за карьеру | Всего за карьеру | Всего за карьеру | 72        | 3         | 19    | 1     | 91    | 4     |

## Достижения
ЦСКА (Москва)
- Обладатель Кубка России: 2022/23
- Серебряный призёр чемпионата России: 2022/23

## Личная жизнь
Женился 8 декабря 2020 года, супруга — София, с которой были вместе пять лет. 30 ноября 2021 года у пары родился сын Мирон. 7 апреля 2024 года Агапов стал отцом во второй раз.